# NGC 3796
NGC 3796 је спирална галаксија у сазвежђу Велики медвед која се налази на NGC листи објеката дубоког неба.
Деклинација објекта је + 60° 17' 56" а ректасцензија 11h 40m 31,0s. Привидна величина (магнитуда) објекта NGC 3796 износи 12,6 а фотографска магнитуда 13,5. NGC 3796 је још познат и под ознакама UGC 6638, MCG 10-17-39, CGCG 292-18, PGC 36215.